# Федерація футболу Мавританії
Федерація футболу Ісламської Республіки Мавританії (англ. Mauritanian Football Association, фр. Fédération de Foot-Ball de la Republic Islamique de Mauritanie) — організація, що здійснює контроль та управління футболом у Мавританії. Розташовується у Нуакшоті. ФФМ заснована у 1974 році, вступила до КАФ у 1970 році, а у ФІФА – у 1968 році. Член Союз арабських футбольних асоціацій (УАФА). У 1975 стала членом-засновником Західноафриканського футбольного союзу. Федерація організовує діяльність та управляє національною та молодіжними збірними. Під егідою федерації проводяться змагання у чемпіонаті країни та інші змагання. Жіночий футбол у Мавританії практично не розвинений.